# Hanne Sobek
Johannes Sobek, detto Hanne (Mirow, 18 marzo 1900 – Berlino, 17 febbraio 1989) è stato un calciatore e allenatore di calcio tedesco, di ruolo centrocampista.

## Palmarès

### Giocatore

#### Club

##### Competizioni nazionali
- Campionato tedesco: 2

Hertha Berlino: 1929-1930, 1930-1931

##### Competizioni regionali
- Oberliga berlinese: 8

Hertha Berlino: 1925, 1926, 1927, 1928, 1929, 1930, 1931, 1933
- Gauliga Berlin-Brandenburg: 2

Hertha Berlino: 1934-1935, 1936-1937
- Campionato del Brandeburgo: 8

Hertha Berlino: 1925, 1926, 1927, 1928, 1929, 1930, 1931, 1933